# Federico III di Wied
Federico III di Wied (Neuenhof, 16 novembre 1618 – Neuwied, 3 maggio 1698) fu conte di Wied dal 1631 al 1640.
Fondatore della città di Neuwied, per favorire l'insediamento di nuovi abitanti fu il primo in Germania a concedere ai nuovi arrivati condizioni vantaggiose, tra cui l'assoluta assenza di ogni forma di schiavitù e la libertà religiosa.

## Biografia
Federico era il figlio primogenito di Ermanno II di Wied (1581-1631), che governò la contea superiore di Wied dal 1613 al 1631. Sua madre era Giuliana Dorotea Elisabetta di Solms-Hohensolms (1592-1649). La sua nascita avvenne durante il viaggio di ritorno dei suoi genitori dalla Vestfalia a Dierdorf, motivo per cui storicamente vi sono divergenze sull'esatto luogo di nascita del conte di Wied, anche se molti storici concordano si tratti di Neuenhof, vicino al Westerwalddorf Kircheib.
Friedrich crebbe prima alla corte riformata di Dillenburg, ma quando suo padre morì egli non aveva ancora tredici anni ed inizialmente sua madre gli fu tutrice. Nel 1634 Federico III ottenne il governo della parte superiore della contea di Wied.
La contea inferiore era invece governata dallo zio di Federico, Giovanni Guglielmo, dal 1613. A causa dei disordini causati dalla Guerra dei Trent'anni, venne costretto a riparare a Magonza dove morì nel 1633 e suo figlio, Filippo Ludovico III, nel 1638. Senza un erede maschio, la contea inferiore passò a Federico III che riunì pertanto i possedimenti di famiglia per un breve periodo, cedendo poi la contea superiore al fratello minore Maurizio Cristiano (1620–1653).

### La fondazione di Neuwied
Nel 1640, sempre durante la Guerra dei Trent'anni, Federico ebbe l'idea di costituire una nuova città di residenza sulle sponde del Reno. Diverse erano le ragioni per tale atto: l'antica sede di famiglia, il castello di Wied (attuale Altwied), che esisteva da circa 500 anni, era di proprietà di sua zia Magdalena, e il Reno, come importante via d'acqua, rappresentava un importante miglioramento economico per la capitale della contea, pesantemente piagata dalla guerra.
Federico ordinò quindi la costruzione del castello di Friedrichstein, nei pressi del villaggio di Fahr, in suo onore, nel 1645 e di una casa fortificata vicino alla foce del fiume Wied, nel sito del villaggio di Langendorf, che era stato abbandonato durante la guerra. Questa casa, denominata "Newen Wiedt", venne poi sostituita dall'odierno castello e divenne il nucleo della nuova area residenziale. Federico si rivolse all'imperatore Ferdinando III del Sacro Romano Impero per ottenere il trasferimento del titolo di città concesso dall'imperatore Carlo IV nel 1357 alla città di Nordhofen sulla nuova capitale di Neuenwied. Il trasferimento dei diritti cittadini venne approvato il 26 agosto 1653.
Inizialmente, a Neuwied vivevano principalmente funzionari e servitori della famiglia del conte. Al fine di accelerare la crescita della giovane città, Friedrich emanò nel 1662 un privilegio di statuto di cittadinanza, che per l'epoca prevedeva un programma di sviluppo urbanistico estremamente moderno. Come punto principale, la convenzione garantiva ai cittadini la libertà di praticare la loro religione nelle loro case, così come l'abolizione della schiavitù e della servitù della gleba. I nuovi arrivati ricevevano sempre gratuitamente un appezzamento di terreno e per i primi dieci anni di residenza non erano tenuti a pagare alcuna tassa al governo comitale. Tali privilegi, ovviamente, erano legati strettamente ed unicamente alla città, mentre il resto del territorio della contea continuava ad essere amministrato secondo le regole feudali ancora in uso Nel 1679, quando la popolazione raggiunse una certa consistenza, venne data la possibilità ai cittadini di eleggere il sindaco della città. L'ugonotto Jean de Sèvres fu uno dei primi sindaci della città di Neuwied. Quando Federico III morì nel 1698, Neuwied era contava già 180 case.

### I debiti
Contemporaneamente alla fondazione della città, anche Federico dovette saldare i debiti di guerra accumulati negli anni. Ai suoi sudditi che vivevano in campagna vennero imposte delle tasse speciali e corvée giudicate eccessive, al punto che certi villaggi si rifiutarono apertamente di aderire a queste concessioni. Nel 1660 i contadini si rivolsero al feudatario di Wiedischen, l'elettore Carlo Ludovico del Palatinato che inviò prontamente 450 dei propri soldati ad occupare il castello di Braunsberg. Federico, che nel frattempo era fuggito ad Andernach, nell'Elettorato di Colonia, inviò sul posto 1500 soldati con l'aiuto dell'elettorato di cui era ospite per espellere le truppe palatine. Il 19 dicembre 1660, i soldati dell'elettorato di Colonia riconquistarono il castello di Braunsberg e lo stesso Federico III subì un attentato da cui uscì miracolosamente illeso. Alla fine, con la sconfitta dei contadini, venne stabilito che ciascuno di loro avrebbe dovuto fornire ciascuno 52 giornate di lavoro gratuite al governo l'anno e l'uso dei boschi da parte dei contadini venne limitato.

### Gli ultimi anni
Nel 1675 Federico aveva ancora una situazione economica in gran dissesto con pesanti debiti e nel contempo erano sorte delle controversie famigliari. Federico tentò addirittura di vendere la sua contea all'imperatore per 250.000 fiorini al fine di acquistare nuove terre in Sud America con questo denaro, ma l'operazione fallì anche a causa del risentimento del fratello maggiore, Giorgio Ermanno Reinardo (1640-1690) che in tal caso si sarebbe trovato diseredato, mentre egli era desideroso di rimanere in Germania.
Nel 1685, il conte Federico concluse un contratto di eredità con il langravio d'Assia-Kassel secondo il quale, inizialmente, l'Assia-Kassel avrebbe dovuto occuparsi di proteggere militarmente la contea di Wied e, alla morte di Federico, lo stato sarebbe divenuto parte integrante del langraviato. Giorgio Ermanno Reinardo citò in giudizio il padre al Reichshofrat per questa azione, e alla fine Federico venne costretto a rescindere dal contratto sottoscritto col vicino langraviato.
Secondo il suo testamento del 29 giugno 1688, Federico lasciò la contea in eredità ai suoi figli Giorgio Ermanno Reinardo e Federico Guglielmo, ma dopo le recenti dispute, il 24 marzo 1690, decise di diseredare il figlio primogenito a favore del secondogenito. Giorigo Ermanno Reinardo morì il 7 giugno di quello stesso anno.
Da suo nipote Ludovico Federico di Wied, conte di Wied-Runkel (1656–1709), Federico acquistò anche la contea superiore di Wied nel 1691, cedendola poi a suo nipote Massimiliano Enrico (1681–1706) il 27 agosto 1692.
Nel 1693 si ritirò quasi completamente da ogni attività pubblica, preferendo la tranquillità del castello e di una fattoria a Braunsberg, nei pressi di Steinen, nel Westerwald. Il 13 dicembre 1694, Federico assegnò il figlio di quasi dieci anni Federico Guglielmo (1684–1737) sotto la tutela del conte Augusto di Lippe.
Federico morì il 3 maggio 1698 a Neuwied e il suo corpo fu sepolto il 21 giugno 1698 nella chiesa riformata di Neuwied e nel 1876 seppellito nuovamente in una cripta nell'edificio successivo, l'odierna chiesa parrocchiale.

## Matrimonio e figli

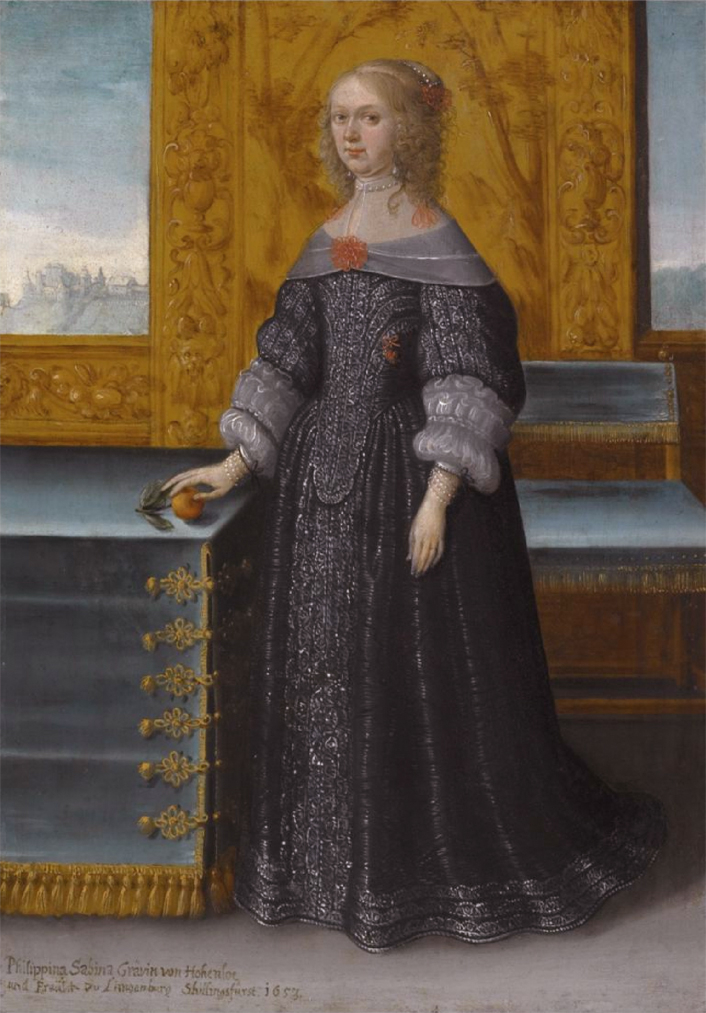
Philippina Sabina von Hohenlohe, seconda moglie di Federico III di Wied (ritratto di Wolfgang Heimbach)

Federico III di Wied si sposò quattro volte nella sua vita.
Il primo matrimonio venne celebrato il 20 marzo 1639 con Maria Giuliana di Leiningen-Westerburg (1616–1657), figlia del conte Filippo Luigi di Leiningen-Westerburg. Produsse quindici figli:
- Giorgio Ermanno Reinardo (1640–1690), venne diseredato dal padre ma gli premorì, sposò nel 1670 Anna Trajectina von Brederode, nel 1676 sposò Johanna Elisabeth von Leiningen-Westerburg; suo figlio, il conte Massimiliano Enrico di Wied-Runkel (1681–1706), fondò la linea di Wied-Runkel
- Ferdinando Francesco (1641–1670), convertito al cattolicesimo, fu prevosto della cattedrale di Colonia e di Strasburgo
- Federico Melchiorre (1642–1672), tenente colonnello dell'esercito di Colonia, morto in duello a Bonn
- Giovanni Ernesto (1643–1664), ucciso nella battaglia di Mogersdorf nella guerra contro i turchi nel 1664
- Francesco Guglielmo (1644–1664), ucciso a Vienna nella guerra contro i turchi nel 1664
- Carlo Cristoforo (1646–1650)
- Giuliana Ernestina (1647–1672), sposò nel 1670 Ferdinand zu Innhausen und Knyphausen († 1699)
- Marie Eleonora (1649–1650)
- Sibilla Cristina (1650–1710), dal 1676 dama di compagnia dell'imperatrice, sposò nel 1694 Hannibal von Heister
- Sofia Elisabetta (1651–1673), sposò nel 1669 Giorgio Guglielmo di Sayn-Wittgenstein-Berleburg
- Carlotta (1653–1653)
- Carlo Luigi (1654–1673)
- Ernestina (1654–1723), sposò nel 1672 Albrecht Jobst von Eberswein
- Francesca Ermanna (1655–1655)
- Sibilla Elisabetta (1657–1680), dal 1677 dama di compagnia dell'imperatrice

Alla morte della prima moglie, si risposò il 20 ottobre 1663 con Philippina Sabina di Hohenlohe-Waldenburg-Schillingsfürst (1620–1681), ma il matrimonio non produsse eredi.
Alla morte della seconda moglie, si risposò il 12 settembre 1683 con Maria Sabina di Solms-Hohensolms (1638–1685); da questo matrimonio nacque un figlio:
- Federico Guglielmo di Wied-Neuwied (1684–1737), sposò nel 1704 Luisa Carlotta di Dohna-Schlobitten; fondaotre della linea di Wied-Neuwied

Alla morte della terza moglie, si risposò il 6 giugno 1686 con Conradine Luise von Bentheim-Tecklenburg (1647–1705), ma il matrimonio rimase senza figli.

## Ascendenza
|                                           |                               |                                          | Genitori                                 |  |  | Nonni |  |  | Bisnonni                   |  |  | Trisnonni                   |  |
|                                           |                               |                                          |                                          |  |  |       |  |  | Giovanni IV, conte di Wied |  |  | Giovanni III, conte di Wied |  |
|                                           |                               |                                          |                                          |  |  |       |  |  | Giovanni IV, conte di Wied |  |  | Giovanni III, conte di Wied |  |
|                                           |                               | Elisabetta di Nassau-Dillenburg          |                                          |  |  |       |  |  | Giovanni IV, conte di Wied |  |  |                             |  |
| Ermanno I, conte di Wied                  |                               |                                          |                                          |  |  |       |  |  | Giovanni IV, conte di Wied |  |  |                             |  |
|                                           |                               | Caterina di Hanau-Münzenberg             | Filippo II, conte di Hanau-Münzenberg    |  |  |       |  |  |                            |  |  |                             |  |
|                                           |                               | Caterina di Hanau-Münzenberg             | Filippo II, conte di Hanau-Münzenberg    |  |  |       |  |  |                            |  |  |                             |  |
|                                           |                               | Caterina di Hanau-Münzenberg             | Giuliana di Stolberg-Wernigerode         |  |  |       |  |  |                            |  |  |                             |  |
| Ermanno II, conte di Wied                 |                               | Caterina di Hanau-Münzenberg             |                                          |  |  |       |  |  |                            |  |  |                             |  |
|                                           |                               | Eberwin III, conte di Bentheim-Steinfurt | Arnoldo II, conte di Bentheim-Steinfurt  |  |  |       |  |  |                            |  |  |                             |  |
|                                           |                               | Eberwin III, conte di Bentheim-Steinfurt | Arnoldo II, conte di Bentheim-Steinfurt  |  |  |       |  |  |                            |  |  |                             |  |
|                                           |                               | Eberwin III, conte di Bentheim-Steinfurt | Valburga di Brederode                    |  |  |       |  |  |                            |  |  |                             |  |
| Valburga di Bentheim-Steinfurt            |                               | Eberwin III, conte di Bentheim-Steinfurt |                                          |  |  |       |  |  |                            |  |  |                             |  |
|                                           |                               | Anna, contessa di Tecklenburg-Schwerin   | Corrado, conte di Tecklenburg-Schwerin   |  |  |       |  |  |                            |  |  |                             |  |
|                                           |                               | Anna, contessa di Tecklenburg-Schwerin   | Corrado, conte di Tecklenburg-Schwerin   |  |  |       |  |  |                            |  |  |                             |  |
|                                           |                               | Anna, contessa di Tecklenburg-Schwerin   | Matilde d'Assia                          |  |  |       |  |  |                            |  |  |                             |  |
| Federico III, conte di Wied               |                               | Anna, contessa di Tecklenburg-Schwerin   |                                          |  |  |       |  |  |                            |  |  |                             |  |
|                                           | Reinardo, conte di Solms-Lich | Filippo, conte di Solms-Lich             |                                          |  |  |       |  |  |                            |  |  |                             |  |
|                                           | Reinardo, conte di Solms-Lich | Filippo, conte di Solms-Lich             |                                          |  |  |       |  |  |                            |  |  |                             |  |
|                                           | Reinardo, conte di Solms-Lich | Adriana di Hanau-Münzenberg              |                                          |  |  |       |  |  |                            |  |  |                             |  |
| Ermanno Adolfo, conte di Solms-Hohensolms | Reinardo, conte di Solms-Lich |                                          |                                          |  |  |       |  |  |                            |  |  |                             |  |
|                                           |                               | Maria di Sayn-Hachenburg                 | Gerardo III, conte di Sayn-Hachenburg    |  |  |       |  |  |                            |  |  |                             |  |
|                                           |                               | Maria di Sayn-Hachenburg                 | Gerardo III, conte di Sayn-Hachenburg    |  |  |       |  |  |                            |  |  |                             |  |
|                                           |                               | Maria di Sayn-Hachenburg                 | Giovannetta di Wied                      |  |  |       |  |  |                            |  |  |                             |  |
| Giuliana Elisabetta di Solms-Hohensolms   |                               | Maria di Sayn-Hachenburg                 |                                          |  |  |       |  |  |                            |  |  |                             |  |
|                                           |                               | Giovanni, conte di Mansfeld-Hinterort    | Alberto VII, conte di Mansfeld-Hinterort |  |  |       |  |  |                            |  |  |                             |  |
|                                           |                               | Giovanni, conte di Mansfeld-Hinterort    | Alberto VII, conte di Mansfeld-Hinterort |  |  |       |  |  |                            |  |  |                             |  |
|                                           |                               | Giovanni, conte di Mansfeld-Hinterort    | Anna di Honstein-Klettenberg             |  |  |       |  |  |                            |  |  |                             |  |
| Anna Sofia di Mansfeld-Hinterort          |                               | Giovanni, conte di Mansfeld-Hinterort    |                                          |  |  |       |  |  |                            |  |  |                             |  |
|                                           |                               | Margherita di Brunswick-Lüneburg         | Ernesto I, duca di Brunswick-Lüneburg    |  |  |       |  |  |                            |  |  |                             |  |
|                                           |                               | Margherita di Brunswick-Lüneburg         | Ernesto I, duca di Brunswick-Lüneburg    |  |  |       |  |  |                            |  |  |                             |  |
|                                           |                               | Margherita di Brunswick-Lüneburg         | Sofia di Meclemburgo-Schwerin            |  |  |       |  |  |                            |  |  |                             |  |
|                                           |                               | Margherita di Brunswick-Lüneburg         |                                          |  |  |       |  |  |                            |  |  |                             |  |